# Point-of-care
Un test al point-of-care (POCT), o saggio presso il punto di assistenza o cura, è definito come un'analisi medica svolta in prossimità del sito di cura ed assistenza del paziente. Il concetto trainante del POCT è quello di portare ed eseguire il test nel modo più comodo e immediato per il paziente. Ciò aumenta la probabilità che il paziente, il medico, ed il team assistenziale riceva i risultati più rapidamente. Ciò comporta che le decisioni diagnostiche e terapeutiche e le ulteriori analisi da effettuare siano eseguite con una maggiore immediatezza. I test POCT sono spesso realizzati attraverso l'utilizzo di strumenti trasportabili, portatili e palmari (ad esempio, il glucometro nel sangue) e kit test (ad esempio, PCR, HbA1c, omocisteina, test HIV salivare ed altri).
Quando un dispositivo palmare non è disponibile si può ricorrere ad analizzatori da banco di piccole dimensioni od anche ad attrezzature fisse. L'obiettivo resta quello di raccogliere il campione ed ottenere i risultati in un periodo di tempo molto breve e nella immediatezza della zona o ambulatorio ove si trova il paziente. In questo modo il piano di trattamento e le prime cure possono essere erogate con rapidità con il supporto di correzioni basate su dati di laboratorio, prima che il paziente sia trasferito verso un reparto specialistico o altro ospedale più idoneo.
Dispositivi POCT più economici, più piccoli, più rapidi e più attendibili hanno incrementato l'uso di approcci POCT. In alcuni casi questo approccio per molte malattie (diabete, sindrome del tunnel carpale, sindrome coronarica acuta) si è dimostrato anche economicamente conveniente.

## Tipi di POCT test
I vari tipi di POCT comprendono: dosaggio della glicemia, determinazione dell'emogasanalisi, determinazione degli elettroliti, test di coagulazione del sangue rapida (PT/INR, APTT,FIB), diagnostica rapida di marcatori cardiaci (hs-cTnI,NT-proBNP), screening per droghe d'abuso, test di routine delle urine, test di gravidanza, determinazione del sangue occulto fecale (SOF), determinazione della emoglobina, screening del colesterolo, test di screening per patogeni alimentari, test per la determinazione degli stati di infezione (PCR,PCT,P-SEP).

## Tecnologia
Molti sistemi per esecuzione di test POCT sono realizzati in materiale plastico e si basano su strisce reattive (chimica secca) o cuvette (chimica liquida). Questo approccio tradizionale è quello su cui si basano la maggior parte dei glucometeri o strumenti più specifici per l'autodiagnostica da farmacia e recentemente anche alcuni sistemi diagnostici di reumatologia (determinazione di PCR, anti-streptolisina O, Fattore Reumatoide).
Questi test richiedono solo una goccia di sangue intero, di urina o di saliva, e possono essere eseguiti e interpretati da qualsiasi medico o farmacista in pochi minuti.

## Lista dei test eseguibili nei vari setting

### Assistenza primaria
Glucosio, HbA1c (emoglobina glicosilata), microalbuminuria, elettroliti, colesterolo totale, HDL, LDL, Trigliceridi, PCR (proteina C-reattiva), analisi delle urine, clamidia, HIV, markers della coagulazione, infezioni da streptococco,Emocromo.

### Pronto Soccorso
Elettroliti, emogasanalisi arteriosa e determinazione lattati, glucosio, creatinina, amilasi, screenig droghe (oppiacei, thc, benzodiazepine, ecstasy, barbiturici), markers cardiaci (troponina I e altri), marcatori di sepsi (PCT, P-SEP), marker della coagulazione (D-DIMERO), Emocromo 3 Diff.

### Terapia intensiva
Elettroliti, calcio e magnesio, emogasanalisi arteriosa con lattati, glucosio, osmolalità, creatinina, emoglobina, tempo di protrombina ed altri marker di coagulazione,  marcatori di sepsi (PCT, P-SEP).

## Vantaggi
I principali vantaggi si ottengono quando i risultati di un dispositivo POCT vengono resi disponibili immediatamente grazie all'esportazione dei dati su una cartella clinica elettronica. In questo modo i risultati possono essere condivisi istantaneamente con tutti i membri della squadra medica grazie all'interfaccia del software diminuendo così il cosiddetto turn around time (TAT), vale a dire il tempo di percorso di una richiesta necessario all'ottenimento del risultato o della risposta del referto. Secondo alcuni studi una riduzione della morbilità e della mortalità è stata riscontrata ricorrendo a tecniche di goal-directed terapia, GDT (terapia precoce diretta al raggiungimento dell'obiettivo) usate in combinazione con POCT e la cartella clinica elettronica.
I test POCT si sono affermati ormai in tutto il mondo e rivestono un ruolo vitale nella organizzazione dei servizi di salute pubblica. Esistono alcuni lavori scientifici e monografie, soprattutto segnalazioni dalla Thailandia e dall'Indonesia, che sottolineano come il POCT debba essere considerato un normale standard di cura (N.B.: il limite di questi lavori è che sono dello stesso autore).
I POCT presenterebbero dei potenziali vantaggi operativi: il triage ed il processo decisionale sarebbero più rapidi; si ridurrebbero i tempi operativi; riduzione del tempo di cura post-operatorio; riduzione del tempo di permanenza in sala urgenze; riduzione del numero di visite ambulatoriali; riduzione delle ospedalizzazioni.

## Svantaggi
Rispetto al recente passato, quando lo svantaggio del test POCT era rappresentato da una parziale incompatibilità con i risultati del laboratorio centralizzato, la tecnologia ha fatto decisivi passi in avanti verso la qualità del risultato, sempre più spesso comparabile al dato di laboratorio. L’uso di POCT deve tenere conto di radicali modifiche organizzative dovute a:
- Aumento degli operatori coinvolti nell’esecuzione dei test
- Validazione dei risultati
- Costi dei test mediamente più elevati rispetto al laboratorio centralizzato

## In Italia
Nel luglio 2025 l'associazione di categoria dei farmacisti e dei biologi hanno siglato un accordo di collaborazione che prevede l'esecuzione dei test diagnostici in farmacia, il rilascio di un attestato (non avente valore di certificato) al paziente e l'invio telematico al biologo o al medico di laboratorio per poter refertare l'esito dell'esame.